# Амбла (волость)
А́мбла (ест. Ambla vald) — волость в Естонії, одиниця самоврядування в повіті Ярвамаа з 11 квітня 1991 по 21 жовтня 2017 року.

## Географічні дані
Площа волості — 166 км2, чисельність населення на 1 січня 2017 року становила 1954 особи.

## Населені пункти
Адміністративний центр — селище Амбла.
На території волості розташовувалися:
3 селища (alevik): Амбла (Ambla), Аравете (Aravete), Кяравете (Käravete);
10 сіл (küla): Йиґісоо (Jõgisoo), Кукевере (Kukevere), Курісоо (Kurisoo), Мяґізе (Mägise), Мяр'янді (Märjandi), Рава (Rava), Рака (Raka), Рейневере (Reinevere), Роосна (Roosna), Сяескюла (Sääsküla).

## Історія
11 квітня 1991 року Амбласька сільська рада перетворена у волость зі статусом самоврядування.
13 жовтня 1998 року відбулася зміна меж між волостями Амбла та Легтсе.
22 червня 2017 року Уряд Естонії постановою № 96 затвердив утворення нової адміністративної одиниці — волості Ярва — шляхом об'єднання територій семи волостей зі складу повіту Ярвамаа: Албу, Амбла, Імавере, Ярва-Яані, Кареда, Коеру та Койґі. Зміни в адміністративно-територіальному устрої, відповідно до постанови, мали набрати чинності з дня оголошення результатів виборів до волосної ради нового самоврядування.
15 жовтня 2017 року в Естонії відбулися вибори в органи місцевої влади. Утворення волості Ярва набуло чинності 21 жовтня 2017 року. Волость Амбла вилучена з «Переліку адміністративних одиниць на території Естонії».